# Мелісса Фарлі
Мелісса Фарлі (англ. Melissa Farley, нар. 1942) — американська науковиця, дослідниця, експертка в клінічній психології і феміністська активістка проти порнографії та проституції. Фарлі найбільш відома дослідженнями наслідків проституції, торгівлі людьми та сексуального насильства. Вона є засновницею та директоркою організації в Сан-Франциско «Дослідження проституції та освіта».
Фарлі має досвід роботи в клінічній психології понад 45 років, консультує міжнародні організації, уряди, медичні центри, захищає жінок, залучених у проституцію, і жінок, які є жертвами торгівлі людьми. Серед цих організацій ООН, Державний департамент США, Центр світових досліджень корінних народів, Refuge House, Breaking Free, Veronica's Voice та інші.
Фарлі має десятки публікацій у сфері насильства проти жінок, більшість з яких стосується проституції, порнографії та секс-торгівлі. Її дослідження використовували уряди Південної Африки, Канади, Франції, Нової Зеландії, Гани, Швеції, Великобританії та США для розробки політики щодо проституції та торгівлі людьми.
З 1993 року Фарлі досліджувала питання проституції та торгівлі людьми в 14 країнах. Вона провела багато досліджень, які виявили високий рівень насильства та посттравматичного стресового розладу серед жінок, залучених у секс-торгівлю.
У статті 2003 року, що підсумовує дослідження проституції в дев'яти країнах (Канада, Колумбія, Німеччина, Мексика, Південна Африка, Таїланд, Туреччина, США та Замбія), Фарлі та інші опитали 854 людини (782 жінок та дівчат, 44 трансгендерів та 28 чоловіків), які на той момент займались проституцією або нещодавно вийшли з неї. Опитані походили з різних груп: вулична проституція, легальні та нелегальні борделі та стрип-клуби тощо. На основі інтерв'ю та анкет автори статті повідомили про високий рівень насильства та посттравматичного стресу: 71 % опитаних зазнали фізичного насильства під час заняття проституцією, 63 % були зґвалтовані, а 68 % відповідали критеріям посттравматичного стресу. 89 % повідомили, що хотіли б залишити проституцію, але відчували, що не можуть цього зробити.
Фарлі виступає за протидію проституції, вважаючи проституцію за своєю природою експлуататорською та травмуючою. Вона виступає за шведську модель протидії проституції, в якій оплата за проституцію (клієнт), сутенерство та торгівля людьми є незаконними, а продаж проституції (повія) декриміналізований; соціальні послуги мають фінансуватися, щоб допомогти людям вийти з проституції та змінити спосіб життя. Фарлі виступає проти повної декриміналізації проституції та активістів, які виступають за легалізацію або декриміналізацію проституції.
Науковиця виступає проти порнографії і у 1985 році очолила National Rampage Against Penthouse з Ніккі Крафт. Фарлі була заарештована 13 разів у дев'яти штатах за її дії проти порнографії.
Фарлі виступає проти садомазохізму. Її есе «Десять побрехеньок про садомазохізм» окреслює її протидію БДСМ-практикам; на її думку, такі практики є образливими, шкідливими та антифеміністськими.